# Sufragáneo
Se llama obispo sufragáneo al obispo dependiente del arzobispo en cuya diócesis se halla.
Proviene este nombre de que los obispos de la provincia elegían a su arzobispo y confirmaban antiguamente su elección o de que llevaban su sufragio al concilio provincial. 
- Se da al obispo el nombre de diocesano refiriéndose a su propia diócesis.
- Se da el nombre de ordinario con relación a la jurisdicción.
- Se da el nombre de sufragáneo en el sentido que acabamos de ver.
- Se llamaba también a veces con este nombre al simple coadjutor del obispo. También se suele dar el nombre de sufragáneo al que tiene derecho de sufragio en una asamblea.

- También se da el nombre de sufragáneo a los obispos auxiliares de la Iglesia que participaron de la reforma como la anglicana y que no tienen territorio propio. La Iglesia católica no reconoce estos reconocimientos (aunque para ellos no es necesario ese reconocimiento) este es el caso de la Catedral Nacional de la Iglesia anglicana de México que después de la guerra de reforma adquirió el hoy ex-convento de san José de Gracia (Ciudad de México) para ser sede de su obispado.